# Francis Goheen
Frank Xavier "Moose" Goheen (9. února 1894, White Bear Lake, Minnesota – 13. listopadu 1979, White Bear Lake, Minnesota) byl americký reprezentační hokejový záložník. Patří do hokejové síně slávy (od roku 1952) a americké hokejové síně slávy (od roku 1973).
S reprezentací USA získal jednu stříbrnou olympijskou medaili (1920).

## Úspěchy
- Stříbro na Letních olympijských hrách – 1920